# Mondák a magyar történelemből
A Mondák a magyar történelemből 1986-tól 1988-ig futott magyar televíziós rajzfilmsorozat, amelyet a Kecskeméti Filmstúdió készített 1986 és 1988 között. Az animációs játékfilmsorozat írója és rendezője Jankovics Marcell. a zenéjét a Kaláka együttes szerezte, a producere Mikulás Ferenc. Magyarországon 1986 és 1988 között tűzték műsorra.

## Alkotók
- Közreműködött: Mádi Szabó Gábor
- Írta, tervezte és rendezte: Jankovics Marcell
- Dramaturg: Csonka Erzsébet
- Zenéjét szerezte: Kaláka
- Operatőr: Bacsó Zoltán, Klausz András, Pugner Edit, Rácz László, Somos László
- Hangmérnök: Nyerges András Imre
- Vágó: Hap Magda
- Szakértő: Szörényi László
- Háttérterv: Antal Csilla, Horváth Márta, Molnár Péter, Neuberger Gizella, Szabó Gyula
- Mozdulattervezők: Bross Katalin, Dózsa Tamás, Gyapai Tamás, Hajdu Marianna, Halasi Éva, Horváth Márta, Vágó Sándor
- Rajzolták: Albert Barbara, Andrássy Gabriella, Orosz Andrea, Szandtner Réka, Varga Márta, Weisz Béla
- Kihúzók és kifestők: Barta Irén, Bajusz Pálné, Kiss Mária, Jancsovics Ilona, Lukács Lászlóné, Major Andrásné, Moravcsik Ágnes, Rouibi Éva, Szabó Lászlóné, Széchenyiné Bekő Zsuzsa, Zimay Ágnes, Zoboki Mariann
- Színes technika: Szabó László
- Gyártásvezető: Vécsy Veronika
- Produkciós vezető: Mikulás Ferenc

Készítette a Magyar Televízió megbízásából a Pannónia Filmstúdió és a Kecskemétifilm Kft.

## Epizódok

### 1. évad (1986)
| Sor. | Év. | Cím                         | Gyártási szám |
| ---- | --- | --------------------------- | ------------- |
| 1.   | 1.  | Botond                      | 105           |
| 2.   | 2.  | Lehel kürtje                | 104           |
| 3.   | 3.  | Vértes                      | 108           |
| 4.   | 4.  | Istvánt királlyá koronázzák | 106           |

### 2. évad (1988)
| Sor. | Év. | Cím                          | Gyártási szám |
| ---- | --- | ---------------------------- | ------------- |
| 5.   | 1.  | Szentgalleni kaland          | 103           |
| 6.   | 2.  | Zotmund                      | 107           |
| 7.   | 3.  | Korona és Kard               | 109           |
| 8.   | 4.  | Álmos vezér                  | 101           |
| 9.   | 5.  | A fehér ló mondája           | 102           |
| 10.  | 6.  | Szent László utolsó győzelme | 110           |
| 11.  | 7.  | Jankula                      | 111           |
| 12.  | 8.  | Kemény Simon                 | 112           |
| 13.  | 9.  | Mátyást királlyá választják  | 113           |